# 長果月橘
長果月橘（Murraya paniculate(L.)Jack. var. omphalocaupa(Hayata)Swingle）是芸香科轄下的常綠性小灌木或小喬木。生育地為海拔500公尺以下地區之多陽光開闊地，株高3-10m。